# Приймак Юрій Васильович
Юрій Васильович Приймак (нар. 3 січня 1937, Тересва, Тячівський район, Закарпатська область, Перша Чехословацька Республіка, Чехословаччина — пом. 1993, Тячів, Закарпатська область, Україна) — радянський футболіст, виступав на позиції захисника. Майстер спорту СРСР (1958).

## Життєпис
Народився в багатодітній родині в Тересві, Чехословаччина. Більшу частину кар'єри провів у командах класу «Б» (1955-1956, 1958, 1960-1964). Розпочинав грати в клубах «Спартак» Ужгород (1955) та «Спартак» Станіслав (1956). Армійську службу проходив в армійських командах Одеси (1957-1958, 1960) та Москви (1959 — три матчі в класі «А»). Півфіналіст Кубку СРСР 1959/60. У 1961-1964 роках грав за «Трудові резерви»/«Зорю» (Луганськ). Кар'єру завершив 1965 року в ужгородській команді.
Чемпіон Української РСР (1957, 1962). Володар Кубку Української РСР (1957).
Тренував «Авангард» Тересва.
У селищі проводиться ветеранський турнір пам'яті Приймака